# O RLY?

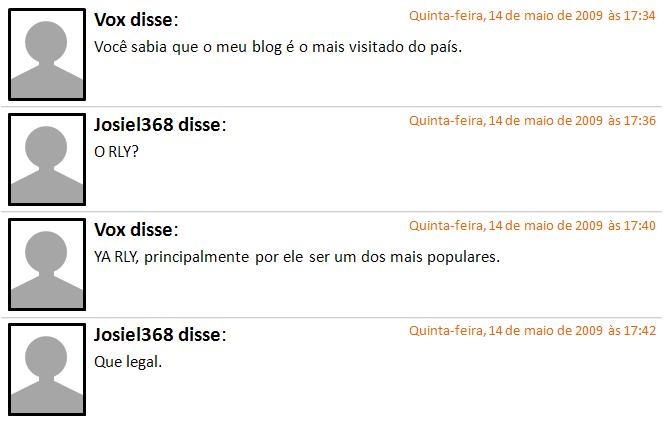
Desenho representando uma hipotética conversa em um blog onde são utilizadas as expressões "O RLY?" e "YA RLY".

O RLY? é uma expressão de internetês, acrônimo da expressão em inglês "oh, really?" ("Ah, Sério?", "É mesmo?"), que se tornou muito usada na internet. Quando usada, a expressão pode vir acompanhada com a imagem de uma coruja-das-neves. A expressão O RLY? é usada, normalmente, com uma conotação de sarcasmo ou ironia em resposta a uma declaração na qual o falante sente que é óbvia, falsa ou auto-contraditórias. Porém, algumas pessoas agindo de má-fé, como trolls de internet, podem usar a expressão como resposta a uma declaração muito grande ou muito séria, como uma repreensão, usando a expressão com uma conotação de chacota.
A expressão é normalmete respondida com "YA RLY", abreviação de "Yes, Really" (É sim, é verdade), que pode ser usada como uma resposta ou uma contra-ironia.
A frase foi usada pela primeira vez no site Something Awful Forums em meados de agosto de 2003. A imagem original da coruja foi tirada pelo fotógrafo John White para o grupo de notícias alt.binaries.pictures.animals em 2001.
É comum encontrar frases relacionando a cidade de Orly, na França, à expressão O RLY?, em tom de comédia.